# Dave Long
David Brian (Dave) Long (16 maart 1954) is een voormalige langafstandsloper uit Groot-Brittannië. Hij nam tweemaal deel aan de Olympische Spelen, maar won hierbij geen medailles.

## Loopbaan
Long vertegenwoordigde het Verenigd Koninkrijk tijdens de Olympische Spelen van Seoel op de marathon en werd 21e in een tijd van 2:16.18. Vier jaar later op de Olympische Spelen van Barcelona werd hij 39e in 2:20.51. Zijn beste tijd op de marathon behaalde hij bij de Londen Marathon in 1991 met een vierde plaats in 2:10.30.
In 1989 won hij de Dam tot Damloop in een tijd van 46.28.
David Long woont met zijn vrouw Jane en hun dochters Esme en Ella in Coventry.

## Persoonlijk record
| Afstand  | Tijd    | Jaar |
| -------- | ------- | ---- |
| marathon | 2:10.30 | 1991 |

## Palmares

### 10.000 m
- 1982:  Britse kampioenschappen - 29.03,95

### 10 Eng. mijl
- 1989:  Dam tot Damloop - 46.28

### 20 km
- 1992:  20 km door Brussel - 57.48

### marathon
- 1988: 5e Londen Marathon - 2:11.33
- 1988: 21e OS - 2:16.18
- 1989:  Chicago Marathon - 2:13.47
- 1991: 4e Londen Marathon - 2:10.30
- 1992: 39e OS - 2:20.51